# Donald Cerrone
Donald Anthony Cerrone (født 29. marts 1983 i Columbus, Ohio i USA) er en amerikansk MMA-udøver som siden 2011 har konkurreret i organisationen Ultimate Fighting Championship. Han konkurrerer i weltervægtdivision hvor han er rangeret som #11 på de officielle UFC welterweight-rangeringer. Cerrone er lige med Georges St-Pierre og Michael Bisping for fleste sejre i UFC's historie med 20 og lige i forhold til fleste stoppede kampe i UFC's historie med Anderson Silva og Vitor Belfort med 14.

## Baggrund
Cerrone blev født i Columbus, Ohio men voksede op i Denver i Colorado. Han blev født med en spaltet læbe, som blev repareret, da han var barn. Cerrone blev diagnosticeret med ADHD og kom ofte op at slås, da han voksede op. Cerrone deltog i Air Academy High School, hvor det var at han begyndte til professionel tyreridning. Efter hans forældres skilsmisse boede Cerrone med sine bedsteforældre. I en alder af 20 begyndte Cerrone at træne i kickboxing og derefter senere Thaiboxing. Efter at have vundet nogle kickboxing-konkurrencer, begyndte Cerrone med en karriere inden for mixed martial arts (MMA).

## MMA-karriere
Cerrone begyndte sin karriere Commerce City, Colorado i et træningscenter ved navn Freedom Fighters. Cerrone begyndte at træne med Jon Jones, Rashad Evans, Nate Marquardt, Keith Jardine, Georges St-Pierre, Leonard Garcia, Tom Watson og andre talentfulde MMA-kæmpere i Greg Jackson's Submission Fighting Gaidojutsu skole i Albuquerque, i New Mexico.
Han var med i NBCSN-tv-serien TapouT, hvor han blev sponsoreret før sin kamp mod Anthony Njokuani. Cerrone vandt kampen i 1. omgang via submission (triangle choke).
Cerrone er sponsoreret af Budweiser, Monster Energy, Bad Boy Buggies, E-Z-Go, Greenlee, Realtree og Bell Helicopters og har KHI Management, LLC som manager.

### World Extreme Cagefighting
Cerrone skrev kontrakt med WEC. Hans første kamp i organisationen var mod Kenneth Alexander. Det, der oprindeligt blev noteret som en sejr via submission 56 sekunder inde i 1.omgang blev ændret til en no contest da Cerrone testede positiv for hydrochlorothiazide, et ulovligt stof i sportssammenhæng.
Cerrone skulle have mødt Rich Crunkilton på WEC 34, men Crunkilton var tvunget til at melde afbud på grund af en skade og blev erstattet af Danny Castillo. Cerrone vandt kampen via submission (armbar) i 1. omgang.

### Ultimate Fighting Championship
I oktober 2010, fusionerede World Extreme Cagefighting med Ultimate Fighting Championship. Som en del af fusionen blev alle WEC-kæmpere overført til UFC.
Cerrone mødte Paul Kelly den 5. februar, 2011, ved UFC 126, hvor han erstattede en skadet Sam Stout. Cerrone besejrede Kelly via submission med en rear naked choke. For deres præstation vandt begge kæmpere Fight of the Night-prisen.
Cerrone skulle have mødt Mac Danzig den 11. juni, 2011 på UFC 131. Men Danzig var tvunget til at melde fra på grund af en brystskade og blev erstattet af UFC-nykommeren Vagner Rocha. Cerrone vandt kampen via enstemmig afgørelse.
Cerrone skulle have mødt Paul Taylor den 14. august, 2011, på UFC on Versus 5, hvor han erstattede John Makdessi. Men Taylor meldte afbud på grund af en fodskade og erstattet af Charles Oliveira. Cerrone vandt kampen via TKO 3 minutter efter første omgang var startet og vandt dermed Knockout of Night-prisen for sin indsats.
Cerrone mødte Dennis Siver den 29. oktober, 2011, på UFC 137, hvor han erstattede Sam Stout. Cerrone besejrede Siver via 1. omgangssubmission, hvilket gav ham Submission of the Night-prisen.
Cerrone mødte herefter Nate Diaz på UFC 141 den 30. december, 2011. Han tabte kampen via enstemmig afgørelse, i en præstation, der gav begge kæmpere Fight of the Night-prisen. Selvom at have slået Diaz ned adskillige gange med benspark, lykkedes det ikke Cerrone at forsvare sig mod Diaz slag og da Diaz landede med 82 % af sine slag og spark var det nok til at tilegne ham sejren over Cerrone. Efter sit nederlag til Diaz, sagde Cerrone, "You know instinct, I think that's the thing a lot of people aren't doing. That's where I made the mistake in my last fight, is, you need to learn to turn your brain off and just go by reactions. Don't go in there and try and think and do things and fight with your brain, because that's the thing, I got angry and tried to kill him, and when you try to go [too] hard you just can't do it."
Cerrone skulle have mødt Yves Edwards den 15. maj, 2012, på UFC on Fuel TV: Korean Zombie vs. Poirier. Men, Edwards meldte afbud på grund af en skade og blev erstattet af Jeremy Stephens. Cerrone besejrede Stephens via enstemmig afgørelse].
Cerrone kæmpede mod Melvin Guillard den 11. august, 2012 på UFC 150. Han vandt kampen via knockout i 1. omgang. Præstationen gav både Cerrone Knockout of the Night og Fight of the Night-prisen.
Cerrone mødte Anthony Pettis den 26. januar, 2013, på UFC on Fox 6. Pettis vandt kampen via TKO i 1.omgang, hvor han stoppede Cerrone med et spark til kroppen. Dette var første gang i karrieren at Cerrone havde tabt på knockout.
Efterfølgende mødte Cerrone Strikeforce-veteranen K.J. Noons den 25. maj, 2013, på UFC 160. Han vandt kampen via enstemmig afgørelse.

Cerrone mødte Rafael dos Anjos den 28. august, 2013, på UFC Fight Night 27. Cerrone tabte kampen via enstemmig afgørelse.
Cerrone mødte Evan Dunham den 16. november, 2013, på UFC 167. Cerrone vandt kampen via submission (triangle choke) i 2. omgang. Sejren gav ham ligeledes hans anden Submission of the Night bonus award.
Cerrone mødte Adriano Martins den 25. januar, 2014, på UFC on Fox 10. Han vandt kampen via knockout på grund af et hovedspark i 1. omgang. Sejren gav også Cerrone sin tredje Knockout of the Night-pris i karrieren.
Cerrone mødte Edson Barboza den 19. april, 2014, på UFC on Fox 11. Cerrone slog sin modstander ned med et stærkt jab i 1.omgang og sikrede sig hurtigt en rear-naked choke submission-sejr. Sejren gav ligeledes Cerrone første Performance of the Night-pris.
Cerrone mødte Jim Miller den 16. juli, 2014, på UFC Fight Night 45. Cerrone besejrede Miller via knockout i 2. omgang med et hovedspark og slag og var dermed den første nogensinde, der havde knockoutet Miller. Sejren gav også Cerrone sin anden Performance of the Night-pris.
Cerrone var kort sat i sammenhæng til en kamp mod Khabib Nurmagomedov den 27. september, 2014, på UFC 178. Men kampen blev hurtigt aflyst efter det kom ud at Nurmagomedov havde fået en knæskade, der ville gøre ham inaktiv på ubestemt tid. I stedet blev Cerrone planlagt til en kamp mod Bobby Green på stævnet. Til sidst mødte Cerrone i stedet Eddie Alvarez i en af hovedkampene på programmet. Cerrone vandt kampen via enstemmig afgørelse.
Cerrone mødte Myles Jury den 3. januar, 2015, på UFC 182. Cerrone kommenterede at hans længsel efter at møde ham var på grund af sin foragt over Jurys arrogante svar efter han havde besejret Cerrones tidligere træningsmakker, Diego Sanchez, på UFC 171. Han vandt kampen via enstemmig afgørelse.
Helt uforudsigeligt, anmod Cerrone om at møde sin ven og WEC rival Benson Henderson kun 15 dage senere ved UFC Fight Night 59, hvor han erstattede en skadet Eddie Alvarez. Cerrone vandt kampen via enstemmig afgørelse hvor alle dommerne scorede kampen 29-28. 12 of 14 media outlets scored the bout in favor of Henderson.
Cerrone skulle have mødt Khabib Nurmagomedov den 23. maj, 2015 ved UFC 187. Men Nurmagomedov meldte afbud til kampen den 30. april på grund af en knæskade. Han blev erstattet af John Makdessi. Cerrone vandt kampen via TKO i 2. omgang.
Efter at have vundet 8 kampe i træk på under 2 år, fik Cerrone sin første mulighed for at kæmpe om letvægts-titlen. Han mødte Rafael dos Anjos i hovedkampen på UFC on Fox 17 on December 19, 2015. Cerrone tabte kampen via TKO blot 66 sekunder inde i 1. omgang.
Cerrone skulle have mødt Tim Means i en weltervægtskamp den 21. februar, 2016 på UFC Fight Night: Cowboy vs. Oliveira. Men Means blev fjernet fra kampen den 3. februar og blev erstattet af Alex Oliveira. Cerrone vandt kampen via submission i 1. omgang. Han blev også belønnet med Performance of the Night-prisen.
Cerrone mødte herefter Patrick Côté den 18. juni, 2016, på UFC Fight Night 89. Han vandt kampen via TKO i 3. omgang og fik endnu en Performance of the Night-pris.
Cerrones næste kamp var mod Rick Story den 30. august, 2016, på UFC 202. Cerrone vandt kampen via TKO i 2. omgang og fik Performance of the Night-prisen.
Den 26. august, 2016, blev det offentliggjort at Cerrone havde underskrevet en ny 8-kamps-kontrakt med UFC.
Cerrone var kort forbundet til en kamp mod Robbie Lawler den 12. november, 2016, på UFC 205. Men Lawler afslog kampen og Cerrone og skulle i stedet møde Kelvin Gastelum på programmet. Men til indvejningen klarede Gastelum ikke vægtkravet da han vejede langt over 171-punds-vægtgrænsen og kampen blev aflyst. Men Cerrone fik hurtigt en ny kamp og mødte Matt Brown den følgende måned til UFC 206. Cerrone vandt kampen via knockout i 3. omgang.
Cerrone mødte Jorge Masvidal den 28. januar, 2017 i en af hovedkampene på UFC on Fox 23. Han tabte kampen via TKO i 2. omgang.
Cerrone skulle have mødt Robbie Lawler den 8. juli, 2017 på UFC 213. Den 28. juni, begyndte der at cirkulerer rygter om at Cerrone havde pådraget sig en mindre skade hvilket ville tvinge kampen til at blive udskudt til UFC 214 og dermed finde sted 3 uger senere. UFC-Præsident Dana White bekræftede senere samme dag at Cerrone faktisk havde en staph infection og en forstrakt muskel og planen var at de skulle mødes på UFC 214, hvor det endte med at kampen fandt sted. Cerrone tabte kampen via enstemmig afgørelse.
Cerrone mødte Darren Till den 21. oktober, 2017 i hovedkampen på UFC Fight Night: Cerrone vs. Till. Han tabte kampen via TKO i 1. omgang.
Cerrone mødte Yancy Medeiros den 18. februar, 2018 på UFC Fight Night 126. Han vandt kampen via teknisk knockout i 1. omgang. Med sin sejr, fik Cerrone sin UFC-rekord med flest afgørelser før tid bestående af fjorten (14) og fleste sejre med (20) til at stå lige.
Den 23. juni 23, mødte 2018 Cerrone Leon Edwards på UFC Fight Night 132.  Han tabte kampen via enstemmig afgørelse.

## Privatliv
Cerrone og sin forlovede Lindsay har en søn, født den 29. juni, 2018.

## Mesterskaber og resultater

### Kickboxing
- Dominion Warrior Inc
  - Dominion Warrior Muay Thai World Lightweight (-73.4 kg/162 lb) Championship (1 gang)
- International Sport Karate Association
  - ISKA Amateur Colorado State Middleweight (-75 kg/165 lb) Oriental Championship (1 gang)
- Kickdown Classic
  - KDC Amateur Welterweight Championship (1 gang)
- S-1
  - 2006 S-1 Muay Thai U.S. Lightweight (-73.4 kg/162 lb) Tournament Championship

### Mixed martial arts
- Ultimate Fighting Championship
  - Fight of the Night (3 gange)
  - Knockout of the Night (3 gange)
  - Performance of the Night (5 gange)
  - Submission of the Night (2 gange)
  - Fleste kampe i en 12 måneders periode i UFC's historie (6) - lige med Sam Alvey
  - Flest afslutninger i UFC's historie (14) - lige med Anderson Silva & Vitor Belfort[4]
  - Flest sejre i UFC's historie (20) - lige med Georges St-Pierre & Michael Bisping[4]
- World Extreme Cagefighting
  - Fight of the Night (5 gange)
- ESPN
  - 2015 Best Fighter of the Half-Year[94]
- Fight Matrix
  - Lineal MMA Lightweight Champion (1 gang)
- MMAFighting.com
  - 2009 Fight of the Year vs. Benson Henderson den 10. oktober
- MMAJunkie.com
  - 2014 January Knockout of the Month vs. Adriano Martins[95]
  - 2014 July Knockout of the Month vs. Jim Miller[96]
- Sherdog Awards
  - 2009 Fight of the Year vs. Benson Henderson den 10. oktober
  - 2008 Round of the Year vs. Rob McCullough den 5. november; 1. omgang
- Sports Illustrated
  - 2009 Fight of the Year vs. Benson Henderson den 10. oktober
- World MMA Awards
  - 2011 Breakthrough Fighter of the Year